# جافين جينينجز
جافين جينينجز هو سياسي أسترالي ولد في 18 أبريل 1957، جافين عضو في المجلس التشريعي الفيكتوري (بالإنجليزية: Victorian Legislative Council)‏ عن حزب العمال الأسترالي منذ عام 1999 ممثلًا لمقاطعة ملبورن ثم عن قطاع متروبوليتان الجنوبي الشرقي.